# (608) Adolfine
(608) Adolfine es un asteroide perteneciente al cinturón de asteroides descubierto el 18 de septiembre de 1906 por August Kopff desde el observatorio de Heidelberg-Königstuhl, Alemania.
Está nombrado en honor de Jenny Adolﬁne Kessler, esposa de un amigo del descubridor.
Forma parte de la familia asteroidal de Eos.